# Luke, the Candy Cut-Up
Luke, the Candy Cut-Up er en amerikansk stumfilm fra 1916 af Hal Roach.

## Medvirkende
- Harold Lloyd - Luke
- Snub Pollard
- Gene Marsh
- Bebe Daniels
- Sammy Brooks